# Kenneth Brylle Larsen
Kenneth Brylle Larsen (Koppenhága, 1959. május 22. –) dán válogatott labdarúgó, edző.

## Pályafutása

### Klubcsapatban
Koppenhágában született. Pályafutását a másodosztályú Hvidovre csapatában kezdte 1976-ban. Két évvel később az első osztályban szereplő Vejle együtteséhez igazolt, ahol egy évig játszott és a szezon végén dán bajnoki címet ünnepelhetett. 1979-ben Belgiumba szerződött az Anderlechthez, mellyel 1983-ban UEFA-kupát nyert, a döntőben gólt is szerzett. 1984-ben a PSV Eindhovenhez igazolt, ahol egy szezont töltött, majd 1985-ben Franciaországba az Olympique Marseille csapatához szerződött. 1986-ban visszatért Belgiumba a Club Brugge együtteséhez, melynek színeiben 1988-ban belga bajnoki címet szerzett. Később játszott még a Beerschot AC, a Lierse és a Knokke FC csapataiban is.

### A válogatottban
1980 és 1988 között 16 alkalommal szerepelt a dán válogatottban és 2 gólt szerzett. Részt vett az 1984-es Európa-bajnokságon.

### Edzőként
Edzőként kisebb belga csapatoknál dolgozott, melyek a következők voltak: Knokke, Oostende, Eendracht Aalter, Molenbeek, KSC Wielsbeke. 2009 és 2010 között a Hvidovre együttesét irányította. 2011-től a Club Brugge játékosmegfigyelője.

## Sikerei, díjai
Vejle
- Dán bajnok (1): 1978

Anderlecht
- Belga bajnok (1): 1980–81
- UEFA-kupa (1): 1982–83

Club Brugge
- Belga bajnok (1): 1987–88
- Belga szuperkupa (2): 1986, 1988